# Philipp Gady
Philipp Gady (* 23. März 1984 in Graz) ist ein österreichischer Unternehmer, Funktionär und Vizepräsident der Wirtschaftskammer Österreich.

## Leben
Philipp Gady maturierte am Bischöflichen Gymnasium Graz und studierte Rechtswissenschaften an der Universität Wien. Mit 23 Jahren stieg er in das Familienunternehmen Franz Gady GmbH ein und folgte 2015 seinem Vater Franz Gady als geschäftsführender Alleingesellschafter in dritter Generation.

## Unternehmer
Philipp Gady führt die Gady Family gemeinsam mit Geschäftsführer Eugen Roth. Gady Family ist ein Autohaus für die Marken BMW, MINI und Opel im Süden Österreichs und einer der größten Landmaschinenhändler der Republik mit 12 Standorten in der Steiermark, drei im Burgenland und zwei in Niederösterreich.

## Privatleben
Er ist verheiratet, hat eine Tochter und einen Sohn.